# Xi Boötis

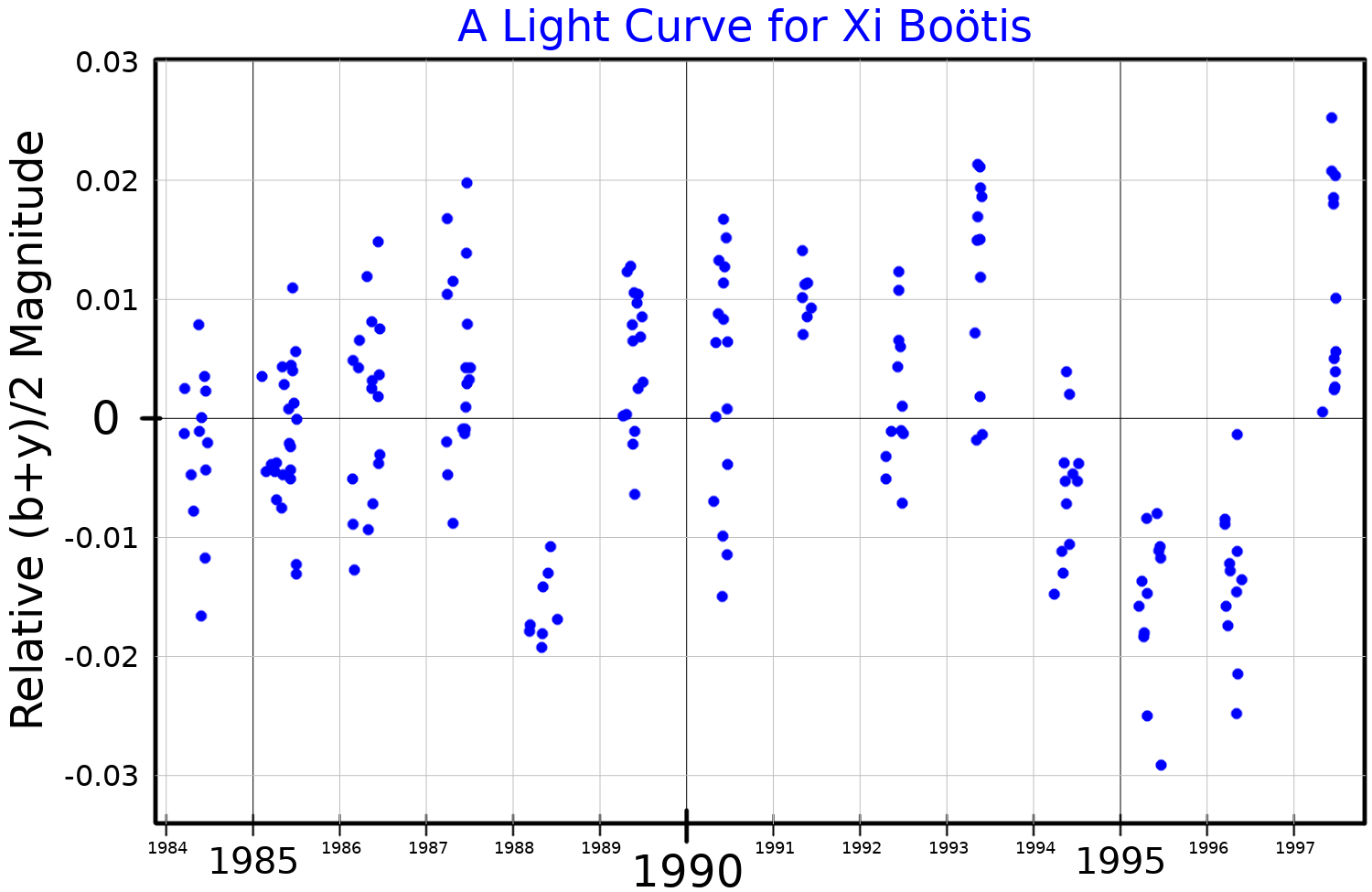
Lichtkromme van Xi Boo

Xi Boötis is een dubbelster met een spectraalklasse van G7Ve en K5Ve. De ster bevindt zich 22,02 lichtjaar van de zon.
Boötis is ook een persoon genoemd in de een van de werken (Daedalus en Icarus) van de latijnse schrijven Ovidius .